# Armand Bouchart
Armand Bouchart (fl. XII secolo) è stato un cavaliere templare che comandò una piccola guarnigione durante la dominazione templare di Cipro nel 1192.

## Biografia
Poco è conosciuto su Bouchart oltre il periodo che Cipro era governata dal Gran Maestro Templare, Robert de Sablé, che, all'epoca non era in grado di lasciare sull'isola una grande forza, dato che l'esercito serviva altrove. Tutto quel che rimase a Cipro furono dai 14 ai 20 Templari. Che erano in grado di comandare scarsamente l'isola. Gli uomini mandati erano soldati e non amministratori. Poco dopo l'arrivo a Cipro, l'arroganza dei Templari si fece mostrare. Disprezzavano i baroni e i cittadini locali e iniziarono a prendere ciò che volevano.
Questi maltrattamenti presto divennero insopportabili e il popolo si rivoltò. Bouchart e i suoi cavalieri si rifugiarono nel castello templare per raggrupparsi. Uscirono fuori dal castello in armatura completa e assaltarono i ciprioti. Il massacro durò pochi minuti, e la rivolta venne momentaneamente soffocata. Bouchart quindi disse a de Sablé che i suoi pochi uomini erano insufficienti per tenere l'isola in caso di ulteriori rivolte, che già si preannunciavano. Venne allora deciso che l'isola di Cipro venisse consegnata nelle mani di Guido di Lusignano.

## Curiosità
- Bouchart è l'antagonista principale del gioco Assassin's Creed: Bloodlines.